# Grand Prix Miami 2023
Grand Prix Miami 2023, oficjalnie Formula 1 Crypto.com Miami Grand Prix 2023 – piąta runda Mistrzostw Świata Formuły 1 w sezonie 2023. Grand Prix odbyło się w dniach 5–7 maja 2023 na torze Miami International Autodrome w Miami Gardens. Wyścig wygrał Max Verstappen (Red Bull Racing), a na podium kolejno stanęli Sergio Pérez (Red Bull Racing) oraz Fernando Alonso (Aston Martin Aramco).

## Lista startowa
| Nr          | Kierowca         | Zespół                                | Samochód                          | Silnik              | Opony |
| ----------- | ---------------- | ------------------------------------- | --------------------------------- | ------------------- | ----- |
| 1           | Max Verstappen   | Oracle Red Bull Racing                | Red Bull RB19                     | Honda RBPTH001      | P     |
| 2           | Logan Sargeant   | Williams Racing                       | Williams FW45                     | Mercedes-AMG F1 M14 | P     |
| 4           | Lando Norris     | McLaren F1 Team                       | McLaren MCL60                     | Mercedes-AMG F1 M14 | P     |
| 10          | Pierre Gasly     | BWT Alpine F1 Team                    | Alpine A523                       | Renault E-Tech RE23 | P     |
| 11          | Sergio Pérez     | Oracle Red Bull Racing                | Red Bull RB19                     | Honda RBPTH001      | P     |
| 14          | Fernando Alonso  | Aston Martin Aramco Cognizant F1 Team | Aston Martin AMR23                | Mercedes-AMG F1 M14 | P     |
| 16          | Charles Leclerc  | Scuderia Ferrari                      | Ferrari SF-23                     | Ferrari 066/10      | P     |
| 18          | Lance Stroll     | Aston Martin Aramco Cognizant F1 Team | Aston Martin AMR23                | Mercedes-AMG F1 M14 | P     |
| 20          | Kevin Magnussen  | MoneyGram Haas F1 Team                | Haas VF-23                        | Ferrari 066/10      | P     |
| 21          | Nyck de Vries    | Scuderia AlphaTauri                   | AlphaTauri AT04                   | Honda RBPTH001      | P     |
| 22          | Yūki Tsunoda     | Scuderia AlphaTauri                   | AlphaTauri AT04                   | Honda RBPTH001      | P     |
| 23          | Alexander Albon  | Williams Racing                       | Williams FW45                     | Mercedes-AMG F1 M14 | P     |
| 24          | Zhou Guanyu      | Alfa Romeo F1 Team Stake              | Alfa Romeo C43                    | Ferrari 066/10      | P     |
| 27          | Nico Hülkenberg  | MoneyGram Haas F1 Team                | Haas VF-23                        | Ferrari 066/10      | P     |
| 31          | Esteban Ocon     | BWT Alpine F1 Team                    | Alpine A523                       | Renault E-Tech RE23 | P     |
| 44          | Lewis Hamilton   | Mercedes-AMG Petronas F1 Team         | Mercedes-AMG F1 W14 E Performance | Mercedes-AMG F1 M14 | P     |
| 55          | Carlos Sainz Jr. | Scuderia Ferrari                      | Ferrari SF-23                     | Ferrari 066/10      | P     |
| 63          | George Russell   | Mercedes-AMG Petronas F1 Team         | Mercedes-AMG F1 W14 E Performance | Mercedes-AMG F1 M14 | P     |
| 77          | Valtteri Bottas  | Alfa Romeo F1 Team Stake              | Alfa Romeo C43                    | Ferrari 066/10      | P     |
| 81          | Oscar Piastri    | McLaren F1 Team                       | McLaren MCL60                     | Mercedes-AMG F1 M14 | P     |
| Źródło: FIA |                  |                                       |                                   |                     |       |

## Wyniki

### Zwycięzcy sesji treningowej
| Sesja       | Nr | Kierowca       | Konstruktor                | Czas     | Okr. |
| ----------- | -- | -------------- | -------------------------- | -------- | ---- |
| 1           | 63 | George Russell | Mercedes                   | 1:30,125 | 18   |
| 2           | 1  | Max Verstappen | Red Bull Racing-Honda RBPT | 1:27,930 | 23   |
| 3           | 1  | Max Verstappen | Red Bull Racing-Honda RBPT | 1:27,535 | 18   |
| Źródło: FIA |    |                |                            |          |      |

### Kwalifikacje
| P                    | Nr | Kierowca         | Konstruktor                  | Czasy w kwalifikacjach | Czasy w kwalifikacjach | Czasy w kwalifikacjach | Poz. s. |
| P                    | Nr | Kierowca         | Konstruktor                  | Q1                     | Q2                     | Q3                     | Poz. s. |
| -------------------- | -- | ---------------- | ---------------------------- | ---------------------- | ---------------------- | ---------------------- | ------- |
| 1                    | 11 | Sergio Pérez     | Red Bull Racing-Honda RBPT   | 1:27,713               | 1:27,328               | 1:26,841               | 1       |
| 2                    | 14 | Fernando Alonso  | Aston Martin Aramco-Mercedes | 1:28,179               | 1:27,097               | 1:27,202               | 2       |
| 3                    | 55 | Carlos Sainz Jr. | Ferrari                      | 1:27,686               | 1:27,148               | 1:27,349               | 3       |
| 4                    | 20 | Kevin Magnussen  | Haas-Ferrari                 | 1:27,809               | 1:27,673               | 1:27,767               | 4       |
| 5                    | 10 | Pierre Gasly     | Alpine-Renault               | 1:28,061               | 1:27,612               | 1:27,786               | 5       |
| 6                    | 63 | George Russell   | Mercedes                     | 1:28,086               | 1:27,743               | 1:27,804               | 6       |
| 7                    | 16 | Charles Leclerc  | Ferrari                      | 1:27,713               | 1:26,964               | 1:27,861               | 7       |
| 8                    | 31 | Esteban Ocon     | Alpine-Renault               | 1:27,872               | 1:27,444               | 1:27,935               | 8       |
| 9                    | 1  | Max Verstappen   | Red Bull Racing-Honda RBPT   | 1:27,363               | 1:26,814               | –                      | 9       |
| 10                   | 77 | Valtteri Bottas  | Alfa Romeo-Ferrari           | 1:27,864               | 1:27,564               | –                      | 10      |
| 11                   | 23 | Alexander Albon  | Williams-Mercedes            | 1:28,234               | 1:27,795               |                        | 11      |
| 12                   | 27 | Nico Hülkenberg  | Haas-Ferrari                 | 1:27,945               | 1:27,903               |                        | 12      |
| 13                   | 44 | Lewis Hamilton   | Mercedes                     | 1:27,846               | 1:27,975               |                        | 13      |
| 14                   | 24 | Zhou Guanyu      | Alfa Romeo-Ferrari           | 1:28,180               | 1:28,091               |                        | 14      |
| 15                   | 21 | Nyck de Vries    | AlphaTauri-Honda RBPT        | 1:28,325               | 1:28,395               |                        | 15      |
| 16                   | 4  | Lando Norris     | McLaren-Mercedes             | 1:28,394               |                        |                        | 16      |
| 17                   | 22 | Yūki Tsunoda     | AlphaTauri-Honda RBPT        | 1:28,429               |                        |                        | 17      |
| 18                   | 18 | Lance Stroll     | Aston Martin Aramco-Mercedes | 1:28,476               |                        |                        | 18      |
| 19                   | 81 | Oscar Piastri    | McLaren-Mercedes             | 1:28,484               |                        |                        | 19      |
| 20                   | 2  | Logan Sargeant   | Williams-Mercedes            | 1:28,577               |                        |                        | 20      |
| 107% czasu: 1:33,478 |    |                  |                              |                        |                        |                        |         |
| Źródło: FIA          |    |                  |                              |                        |                        |                        |         |

### Wyścig
| P           | Nr | Kierowca         | Konstruktor                  | Okr. | Czas         | Start | +/−       | Punkty |
| ----------- | -- | ---------------- | ---------------------------- | ---- | ------------ | ----- | --------- | ------ |
| 1           | 1  | Max Verstappen   | Red Bull Racing-Honda RBPT   | 57   | 1:27:38,241  | 9     | 8         | 25+1   |
| 2           | 11 | Sergio Pérez     | Red Bull Racing-Honda RBPT   | 57   | +5,384       | 1     | 1         | 18     |
| 3           | 14 | Fernando Alonso  | Aston Martin Aramco-Mercedes | 57   | +26,305      | 2     | 1         | 15     |
| 4           | 63 | George Russell   | Mercedes                     | 57   | +33,229      | 6     | 2         | 12     |
| 5           | 55 | Carlos Sainz Jr. | Ferrari                      | 57   | +42,511      | 3     | 2         | 10     |
| 6           | 44 | Lewis Hamilton   | Mercedes                     | 57   | +51,249      | 13    | 7         | 8      |
| 7           | 16 | Charles Leclerc  | Ferrari                      | 57   | +52,988      | 7     | Bez zmian | 6      |
| 8           | 10 | Pierre Gasly     | Alpine-Renault               | 57   | +55,670      | 5     | 3         | 4      |
| 9           | 31 | Esteban Ocon     | Alpine-Renault               | 57   | +58,123      | 8     | 1         | 2      |
| 10          | 20 | Kevin Magnussen  | Haas-Ferrari                 | 57   | +1:02,945    | 4     | 6         | 1      |
| 11          | 22 | Yūki Tsunoda     | AlphaTauri-Honda RBPT        | 57   | +1:04,309    | 17    | 6         |        |
| 12          | 18 | Lance Stroll     | Aston Martin Aramco-Mercedes | 57   | +1:04,754    | 18    | 6         |        |
| 13          | 77 | Valtteri Bottas  | Alfa Romeo-Ferrari           | 57   | +1:11,637    | 10    | 3         |        |
| 14          | 23 | Alexander Albon  | Williams-Mercedes            | 57   | +1:12,861    | 11    | 3         |        |
| 15          | 27 | Nico Hülkenberg  | Haas-Ferrari                 | 57   | +1:14,950    | 12    | 3         |        |
| 16          | 24 | Zhou Guanyu      | Alfa Romeo-Ferrari           | 57   | +1:18,440    | 14    | 2         |        |
| 17          | 4  | Lando Norris     | McLaren-Mercedes             | 57   | +1:27,717    | 16    | 1         |        |
| 18          | 21 | Nyck de Vries    | AlphaTauri-Honda RBPT        | 57   | +1:28,949    | 15    | 3         |        |
| 19          | 81 | Oscar Piastri    | McLaren-Mercedes             | 56   | +1 okrążenie | 19    | Bez zmian |        |
| 20          | 2  | Logan Sargeant   | Williams-Mercedes            | 56   | +1 okrążenie | 20    | Bez zmian |        |
| Źródło: FIA |    |                  |                              |      |              |       |           |        |

Uwagi
1. ↑  Dodatkowy 1 punkt jest przyznawany kierowcy, który ustanowił najszybsze okrążenie w wyścigu, pod warunkiem, że ukończył wyścig w pierwszej 10.
2. ↑  Carlos Sainz Jr. otrzymał karę 5 sekund doliczonych do uzyskanego czasu za przekroczenie prędkości w alei serwisowej. Kara nie wpłynęła na jego pozycję końcową[8].

### Najszybsze okrążenie
| Nr          | Kierowca       | Konstruktor                | Czas     | Okr. |
| ----------- | -------------- | -------------------------- | -------- | ---- |
| 1           | Max Verstappen | Red Bull Racing-Honda RBPT | 1:29,708 | 56   |
| Źródło: FIA |                |                            |          |      |

### Prowadzenie w wyścigu
| Nr                              | Kierowca       | Konstruktor                | Okrążenia    | Suma |
| ------------------------------- | -------------- | -------------------------- | ------------ | ---- |
| 11                              | Sergio Pérez   | Red Bull Racing-Honda RBPT | 1–19, 46–47  | 21   |
| 1                               | Max Verstappen | Red Bull Racing-Honda RBPT | 20–45, 48–57 | 36   |
| \| Wykres \| \| ------ \| \| \| |                |                            |              |      |
| Źródło: FIA                     |                |                            |              |      |
| Wykres                          |                |                            |              |      |
|                                 |                |                            |              |      |

## Klasyfikacja po wyścigu

### Kierowcy
| P           | +/−       | Kierowca         | Zgł. | Punkty | P1 | P2 | P3 | PP | NO | NS | NU |
| ----------- | --------- | ---------------- | ---- | ------ | -- | -- | -- | -- | -- | -- | -- |
| 1           | Bez zmian | Max Verstappen   | 5    | 119    | 3  | 2  | –  | 2  | 2  | –  | –  |
| 2           | Bez zmian | Sergio Pérez     | 5    | 105    | 2  | 2  | –  | 2  | 1  | –  | –  |
| 3           | Bez zmian | Fernando Alonso  | 5    | 75     | –  | –  | 4  | –  | –  | –  | –  |
| 4           | Bez zmian | Lewis Hamilton   | 5    | 56     | –  | 1  | –  | –  | –  | –  | –  |
| 5           | Bez zmian | Carlos Sainz Jr. | 5    | 44     | –  | –  | –  | –  | –  | –  | –  |
| 6           | 1         | George Russell   | 5    | 40     | –  | –  | –  | –  | 1  | 1  | 1  |
| 7           | 1         | Charles Leclerc  | 5    | 34     | –  | –  | 1  | 1  | –  | 2  | 2  |
| 8           | Bez zmian | Lance Stroll     | 5    | 27     | –  | –  | –  | –  | –  | 1  | 1  |
| 9           | Bez zmian | Lando Norris     | 5    | 10     | –  | –  | –  | –  | –  | –  | –  |
| 10          | 4         | Pierre Gasly     | 5    | 8      | –  | –  | –  | –  | –  | –  | 1  |
| 11          | 1         | Nico Hülkenberg  | 5    | 6      | –  | –  | –  | –  | –  | –  | –  |
| 12          | 1         | Esteban Ocon     | 5    | 6      | –  | –  | –  | –  | –  | 1  | 2  |
| 13          | 1         | Valtteri Bottas  | 5    | 4      | –  | –  | –  | –  | –  | –  | –  |
| 14          | 3         | Oscar Piastri    | 5    | 4      | –  | –  | –  | –  | –  | 1  | 1  |
| 15          | Bez zmian | Zhou Guanyu      | 5    | 2      | –  | –  | –  | –  | 1  | 1  | 1  |
| 16          | Bez zmian | Yūki Tsunoda     | 5    | 2      | –  | –  | –  | –  | –  | –  | –  |
| 17          | 1         | Kevin Magnussen  | 5    | 2      | –  | –  | –  | –  | –  | –  | 1  |
| 18          | 1         | Alexander Albon  | 5    | 1      | –  | –  | –  | –  | –  | 2  | 2  |
| 19          | Bez zmian | Logan Sargeant   | 5    | 0      | –  | –  | –  | –  | –  | –  | 1  |
| 20          | Bez zmian | Nyck de Vries    | 5    | 0      | –  | –  | –  | –  | –  | 1  | 2  |
| Źródło: FIA |           |                  |      |        |    |    |    |    |    |    |    |

### Konstruktorzy
| P           | +/−       | Konstruktor                  | Zgł. | Punkty | P1 | P2 | P3 | PP | NO | NS | NU |
| ----------- | --------- | ---------------------------- | ---- | ------ | -- | -- | -- | -- | -- | -- | -- |
| 1           | Bez zmian | Red Bull Racing-Honda RBPT   | 10   | 224    | 5  | 4  | –  | 4  | 3  | –  | –  |
| 2           | Bez zmian | Aston Martin Aramco-Mercedes | 10   | 102    | –  | –  | 4  | –  | –  | 1  | 1  |
| 3           | Bez zmian | Mercedes                     | 10   | 96     | –  | 1  | –  | –  | 1  | 1  | 1  |
| 4           | Bez zmian | Ferrari                      | 10   | 78     | –  | –  | 1  | 1  | –  | 2  | 2  |
| 5           | Bez zmian | McLaren-Mercedes             | 10   | 14     | –  | –  | –  | –  | –  | 1  | 1  |
| 6           | Bez zmian | Alpine-Renault               | 10   | 14     | –  | –  | –  | –  | –  | 1  | 3  |
| 7           | Bez zmian | Haas-Ferrari                 | 10   | 8      | –  | –  | –  | –  | –  | –  | 1  |
| 8           | Bez zmian | Alfa Romeo-Ferrari           | 10   | 6      | –  | –  | –  | –  | 1  | 1  | 1  |
| 9           | Bez zmian | AlphaTauri-Honda RBPT        | 10   | 2      | –  | –  | –  | –  | –  | 1  | 2  |
| 10          | Bez zmian | Williams-Mercedes            | 10   | 1      | –  | –  | –  | –  | –  | 2  | 3  |
| Źródło: FIA |           |                              |      |        |    |    |    |    |    |    |    |